# Michał Rubaszek
Michał Jacek Rubaszek (ur. 19 maja 1978 we Wrocławiu) – polski ekonomista, wykładowca Szkoły Głównej Handlowej w Warszawie.

## Życiorys
Michał Rubaszek maturę zdał w Liceum Ogólnokształcącym nr XIV im. Polonii Belgijskiej we Wrocławiu. W latach 1992–1995 był stypendystą Krajowego Funduszu na rzecz Dzieci. Trzykrotnie został finalistą Olimpiady Matematycznej (1994, 1996, 1997). W 2002 uzyskał w Szkole Głównej Handlowej w Warszawie (SGH) tytuł magistra finansów i bankowości (praca dyplomowa: Modelowanie kursu walutowego dla krajów Europy Środkowo-Wschodniej; promotor Mieczysław Puławski) oraz magistra metod ilościowych i systemów informacyjnych (praca dyplomowa: Teoria arbitrażu cenowego dla spółek notowanych na GPW w Warszawie; promotor: Aleksander Welfe). W 2007 tamże otrzymał stopień doktora nauk ekonomicznych, specjalność: ekonometria, kursy walutowe, na podstawie napisanej pod kierunkiem Wandy Marcinkowskiej-Lewandowskiej dysertacji Modelowanie kursu równowagi dla złotego. W 2014 także w SGH habilitował się w dziedzinie nauk ekonomicznych, specjalność: modele równowagi ogólnej, przedstawiwszy osiągnięcie naukowe Badania nad przydatnością modeli równowagi ogólnej we wnioskowaniu nt. zależności makroekonomicznych (jednotematyczny cykl publikacji). W 2022 otrzymał tytuł profesora nauk społecznych w dyscyplinie ekonomia i finanse.
Jego zainteresowania naukowe obejmują takie zagadnienia jak: modelowanie i prognozowanie ekonometryczne, analiza rynków finansowych, modele równowagi ogólnej, modele szeregów czasowych, strefa euro; pozanaukowe: biegi długodystansowe.
W 2003 rozpoczął pracę w SGH, początkowo jako asystent, od 2008 jako adiunkt, od 2015 jako profesor uczelni Zakładu Teorii Ekonometrii Instytutu Ekonometrii. Od 2022 profesor i kierownik Zakładu Modelowania Rynków Finansowych.
Wykładał w Wyższej Szkole Handlu i Finansów Międzynarodowych im. Fryderyka Skarbka w Warszawie (2002–2003). Pracował w Narodowym Banku Polskim jako ekonomista w Departamencie Analiz Makroekonomicznych i Strukturalnych (2001–2007), Europejskim Banku Centralnym we Frankfurcie (2007–2008) oraz ponownie w Narodowym Banku Polski (2008–2018; od 2008 jako doradca w Biurze Badań Stosowanych, od 2012 jako dyrektor Biura ds. Integracji ze Strefą Euro). Od 2022 związany zawodowo także z ING Bankiem Śląskim.
Członek Econometric Society (2008–2012), Society for Computational Economics, International Institute of Forecasters, European Finance Association (2018), European Economic Association (2017).
Członek komitetów redakcyjnych czasopism: „Bank i Kredyt”, „Econometric Research in Finance” oraz „Forecasting”. Publikuje m.in. w „Rzeczpospolitej”, „Parkiecie” i w portalu Obserwatorfinansowy.pl.